# Parasuminia
Parasuminia is een geslacht van uitgestorven anomodonten dat bekend is uit het Laat-Capitanien aan het einde van het Midden-Perm van Europees Rusland. De type- en enige soort is Parasuminia ivakhnenkoi. Het was nauw verwant aan Suminia, een andere Russische anomodont, en werd benoemd vanwege zijn gelijkenis ('vergelijkbaar met Suminia'). Er is weinig bekend over Parasuminia, aangezien de enige fossielen fragmentarische stukken van de schedel en kaak zijn, maar de bekende overblijfselen suggereren dat zijn kop en kaken dieper en robuuster waren dan die van Suminia, en met kortere, dikkere tanden. Ondanks deze verschillen lijken het echter vergelijkbare dieren te zijn geweest met een vergelijkbare complexe methode om vegetatie te verwerken.

## Geschiedenis van ontdekking
Fossielen van Parasuminia zijn exclusief bekend van een vindplaats die bekend staat als Sundyr-1 nabij de monding van de Sundyr-rivier (een zijrivier van de Wolga) in de republiek Mari El van Europees Rusland, en werden voor het eerst ontdekt in 2009 door een expeditie van het Borissiak Paleontologisch Instituut van de Russische Academie van Wetenschappen in Moskou. De vindplaats zelf werd oorspronkelijk ontdekt door een groep schooljongens in 1997, en de vindplaats en zijn fossielen werden kort gerapporteerd door A. Yu. Bezerin in 2005 die naar de vindplaats verwees als de 'Yul'yaly-plaats'. De vindplaats werd later omgedoopt tot Sundyr-1 en werd geïnterpreteerd als behorend tot een nieuwe stratigrafische afzetting, de Ustpoldarsa-afzetting, van de Poldarsaformatie. De fossiele fauna die uit Sundyr-1 is teruggevonden, verzameld in de Sundyr Assemblage Zone, is geïnterpreteerd als een intermediaire fauna tussen de oudere 'dinocephalische fauna' uit het Midden-Perm en de latere 'theriodontische fauna' van het Laat-Perm. De Sundyr Assemblage is geïnterpreteerd als behorend tot het lagere Boven-Severodvijnse stadium in de Russische stratigrafie, wat overeenkomt met het bovenste Capitanien van de internationale stratigrafische schaal dat dateert van ongeveer 259 miljoen jaar geleden.
De overblijfselen van Parasuminia werden aanvankelijk aangeduid als 'aff. Suminia', en werden later in 2017 beschreven als een apart geslacht en soort door A.A. Kurkin. Het holotype-exemplaar, PIN-nr. 5388/196, bestaat uit een gedeeltelijk paar onderkaken met tanden. Andere exemplaren zijn onder meer talrijke fragmenten van de onderkaak, een enkele gedeeltelijke premaxilla en veel losse tanden. Een los rechterwandbeen, PIN-nr. 5388/198, behoort mogelijk ook tot Parasuminia. De overblijfselen van Parasuminia bestaan momenteel alleen uit gefragmenteerde, niet in verband liggende stukken schedel en losse paren dentaria die bij elkaar worden gehouden door sterke hechtingen aan de kaakuiteinden. De geslachtsnaam is van het Grieksse 'para' ('naast', 'vergelijkbaar') en het geslacht Suminia vanwege de grote gelijkenis en verwantschap met het laatste. De soortaanduiding is ter nagedachtenis aan de paleontoloog M.F. Ivachnenko en als erkenning voor zijn 'uitstekende' werk over de Russische paleontologie.

## Beschrijving
Parasuminia is alleen bekend van onvolledige resten van de onderkaak en de voorkant van de snuit. Vergeleken met Suminia is de onderkaak hoger en robuuster en naar de punt toe naar beneden gericht met een diepe, afgeronde 'kin'. De tanden in zowel de boven- als de onderkaak zijn lager en breder dan in Suminia, met gekartelde randen die alleen te vinden zijn op de nieuwste vervangende tanden voordat ze wegslijten. De rij tanden bestaat uit tien tot twaalf tanden en is recht langs het oppervlak, met langere liggende (naar voren uitstekende) voortanden aan het uiteinde van de onderkaak om de naar beneden gerichte punt op te vangen. Evenzo is de premaxilla vanaf de voorkant van het bovenkaaksbeen ook groter dan bij Suminia en met relatief kortere tanden. De toppen van de bovenkaak zijn op dezelfde manier naar boven afgebogen, tegenover de naar beneden gerichte onderkaak, en de voortanden zijn ook liggend. Hoewel onvolledig, werd de totale lengte van de schedel geschat op ongeveer zeven tot acht centimeter lang, iets groter dan de achtenvijftig millimeter lange schedel van Suminia.
Het wandbeen vanaf de achterkant van het schedeldak is groter en proportioneel breder dan bij Suminia, en omringt volledig het ronde foramen pineale (of 'derde oog'). Het foramen pineale zelf is iets verhoogd boven het oppervlak van de schedel; het is echter minder verhoogd dan de schoorsteenachtige structuur bij Suminia en heeft geleidelijker hellende zijkanten. In tegenstelling tot het gladde oppervlak van de rest van het wandbeen, heeft het bot rond het foramen pineale een ruwe textuur, met indrukken van bloedvaten.

## Fylogenie
Parasuminia werd toegewezen aan de familie Galeopidae door Kurkin, een familie die oorspronkelijk uitsluitend voor de Zuid-Afrikaanse anomodont Galeops was opgericht door paleontoloog Robert Broom in 1912. Galeops was voorheen opgenomen in een groep kleine anomodonten die bekend staat als de dromasauriërs samen met Galechirus en Galepus. fylogenetische analyses van anomodonten hebben sindsdien echter aangetoond dat 'dromasauriërs' polyfyletisch zijn en dus geen natuurlijke groep van verwante soorten vertegenwoordigen.
Kurkin wees Parasuminia echter toe aan Galeopidae op basis van een alternatieve taxonomische classificatie voor anomodonten (evenals andere synapsiden) voorgesteld door de Russische paleontoloog M.F. Ivachnenko. Volgens de taxonomie van Ivachnenko bestaat de familie Galeopidae uit de traditionele 'dromasauriërs' en andere anomodonten, waaronder Suminia en Anomocephalus, en wordt ingedeeld in de onderorde Dromasaurida, zelf gerangschikt onder de eigenlijke orde Dicynodontia. Ivachnenko stelde voor dat galeopiden werden gegroepeerd voor hun gebruik van een palinale kaakslag (hun onderkaak naar achteren trekken om te kauwen), een eigenschap die ze delen met dicynodonten waarvan hij dacht dat ze een gemeenschappelijke afkomst deelden. Dit verzet zich tegen moderne orthodoxe fylogenetische classificaties van anomodonten, die deze anomodonten niet samen in een enkele clade groeperen.
Parasuminia moet nog worden opgenomen in een fylogenetische analyse van anomodonten, en daarom zijn de evolutionaire verwantschappen buiten dit schema onduidelijk. Parasuminia werd echter in 2018 door paleontologen Kenneth Angielczyk en Christian Kammerer verwezen naar de Venyukovioidea, een clade die Suminia omvat maar geen van de 'dromasauriërs'.

## Paleobiologie
Net als andere verwante anomodonten, zou Parasuminia een herbivoor zijn geweest. Vanwege de gelijkenis van de slijtagesporen die op de tanden van Parasuminia zijn achtergelaten met die van Suminia, is het waarschijnlijk dat ze zich allebei op dezelfde manier voedden met uitgebreide tand-op-tand-occlusie. Bovendien, hoewel het kaakgewricht van Parasuminia onbekend is, kan uit het slijtagepatroon worden afgeleid dat Parasuminia in staat was tot een palinale kaakslag om de vegetatie te versnipperen. Deze complexe methode van kauwen wordt gedeeld met zowel Suminia als de dicynodonten.

## Paleo-ecologie
In de Sundyr Assemblage-fauna bestond Parasuminia naast twee grote vleesetende Therocephalia, de roofzuchtige scylacosauride Julognathus en de voorgestelde aaseter Gorynychus sundyrensis. Grote herbivoren zijn slecht bekend en worden alleen vertegenwoordigd door Dinocephalia die mogelijk lijken op Ulemosaurus. Uit deze verzameling zijn ook een aantal vroege tetrapoden bekend, waaronder Leptoropha aff. talonophora, Microphon, Enosuchus sp., en de chroniosuchide Suchonica, evenals de temnospondyle amfibie Dvinosaurus sp.
De Sundyr Assemblage-fauna wordt beschouwd als een 'crisisfauna', die de laatste van de door Dinocephalia gedomineerde fauna's in Eurazië aan het einde van het Midden-Perm vertegenwoordigt en overgaat in de door Theriodontia gedomineerde fauna's van het Laat-Perm.